# William P. Fessenden
William P. Fessenden (Boscawen, 1806. október 16. – Portland, 1869. szeptember 8.) az Amerikai Egyesült Államok Maine államának szenátora.